# ريان جونسون (ممثل)
ريان جونسون (بالإنجليزية: Ryan Johnson)‏ هو ممثل أسترالي، ولد في 1979 في أستراليا.

## أعمال

### أفلام
- (2005) ابن القناع[4]

### مسلسلات
- طبيب الطبيب

## وصلات خارجية
- ريان جونسون على موقع IMDb (الإنجليزية)
- ريان جونسون على موقع قاعدة بيانات الفيلم (الإنجليزية)